# 哈比希霍斯特巴赫河

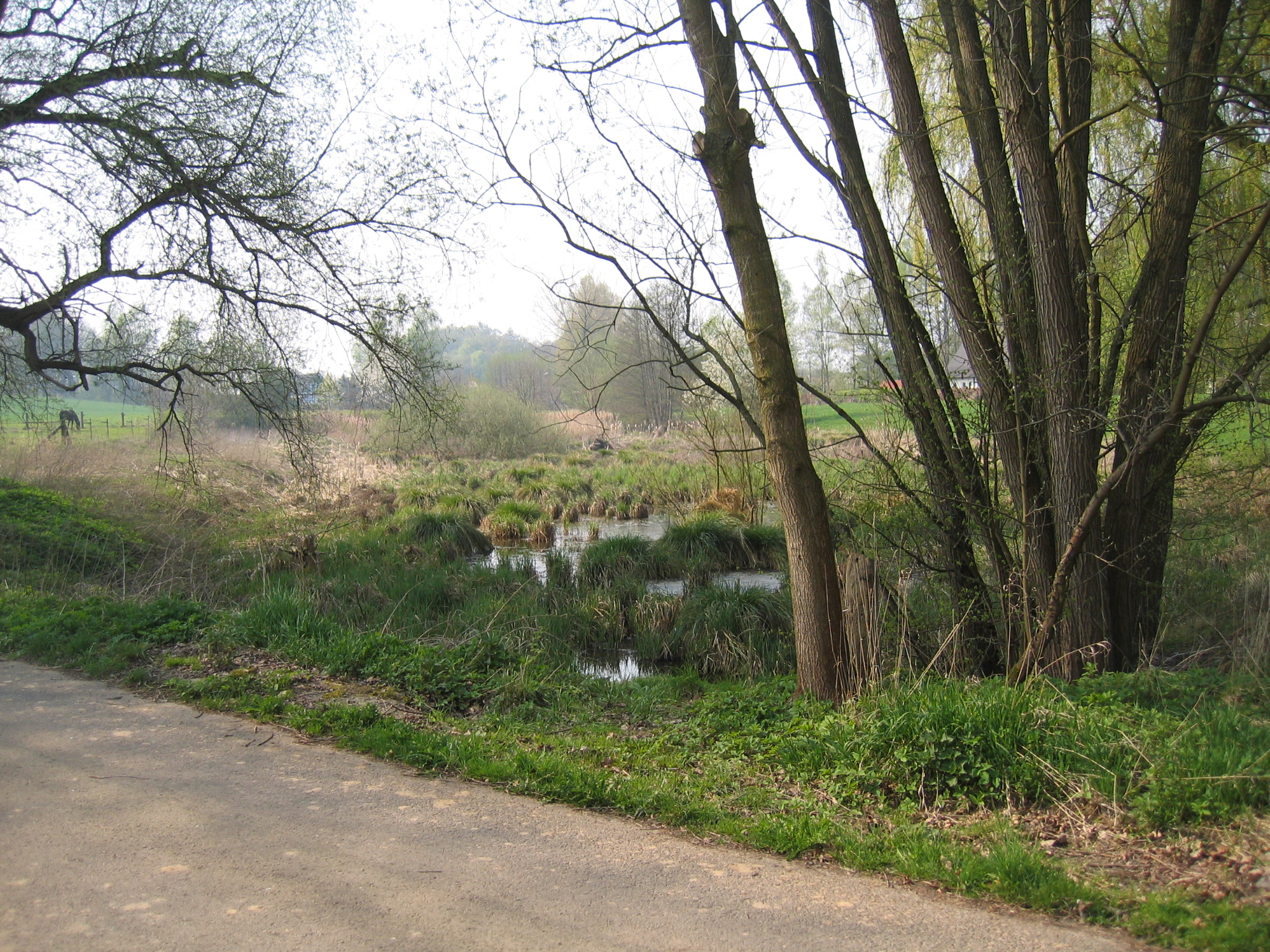

52°13′11″N 8°33′36″E / 52.21972°N 8.56000°E
哈比希霍斯特巴赫河（德語：Habighorster Bach），是德國的河流，位於該國西部，處於北萊茵-威斯特法倫州，屬於蓋溫豪森巴赫河的右支流，河道全長2.8公里，流域面積10平方公里。